# Andranombao
Andranombao est une commune rurale de Madagascar, située dans le district d'Iakora, dans la partie est de la région Ihorombe.